# Citrus (manga)
Pour les articles homonymes, voir Citrus (homonymie).
Citrus (シトラス, Shitorasu) est un manga écrit et dessiné par Saburōta. Celui-ci est prépublié dans le magazine Comic Yuri Hime du 17 novembre 2012 au 18 août 2018 et édité par Ichijinsha,. Une édition francophone est publiée depuis janvier 2016 par Taifu Comics,. Une adaptation en anime produite par le studio d'animation Passione est diffusée pour la première fois entre janvier et mars 2018,. Un manga spin-off intitulé Citrus+ (シトラス プラス, Shitorasu Purasu) est publié à partir du 18 décembre 2018.

## Synopsis
Yuzu est une jeune kogaru qui, à la suite du remariage de sa mère, doit déménager et intégrer un nouveau lycée de jeunes filles extrêmement strict, notamment sur l'apparence des étudiantes. Dès son premier jour d'école, elle entre en conflit avec le bureau des élèves, tout particulièrement sa présidente, Mei Aihara, une élève particulièrement froide, sévère et stricte qu'elle se met à détester. Le soir même à la maison, Yuzu découvre qu'elle a une nouvelle demi-sœur avec qui elle va devoir partager sa chambre ; celle-ci n'est autre que Mei. Yuzu va-t-elle réussir à apprendre à vivre avec une personne qu'elle déteste ? Mais Yuzu va aussi découvrir une chose : la haine et l'amour partagent une frontière extrêmement floue.

## Personnages
Yuzu Aihara (藍原 柚子, Aihara Yuzu)
Voix japonaise : Ayana Taketatsu
Yuzu est une jeune kogaru et la protagoniste principale de l'histoire. Téméraire et à forte personnalité, elle n'hésite pas à mentir pour briller en société, et cache notamment le fait qu'elle n'a jamais eu de relation amoureuse jusqu'à ce jour. Contrainte d'intégrer une nouvelle école à la suite du remariage de sa mère, son comportement lui vaut les réprobations du conseil des élèves, et elle va notamment commencer à haïr sa présidente : Mei. Lorsqu'elle découvre que Mei est en fait sa nouvelle demi-sœur la situation devient explosive : Yuzu va tenter de provoquer Mei, mais cette dernière est plus forte qu'elle à ce petit jeu : elle l'embrasse avant de la rejeter froidement, plongeant Yuzu dans un état de frustration intense.
Mei Aihara (藍原 芽衣, Aihara Mei)
Voix japonaise : Minami Tsuda (en)
Mei est la présidente du conseil des élèves et la petite-fille du principal de l'école : c'est elle qui va devoir lui succéder, et non son père. Très belle et populaire, elle est une élève brillante, stricte, froide, autoritaire mais aussi quelque peu cruelle et manipulatrice. Elle va jouer avec les sentiments de sa nouvelle demi-sœur Yuzu en employant la méthode du « je t'aime, moi non plus ». Mais Mei possède une autre facette : elle est une fille-à-papa extrêmement sensible bien qu'elle possède une mauvaise relation avec son père. Une faille qui va être découverte puis exploitée par Yuzu, dans l'espoir de rééquilibrer leur relation.
Harumi Taniguchi (谷口 はるみ, Taniguchi Harumi)
Voix japonaise : Yukiyo Fujii
Souvent surnommée « Harumin », elle se lie d'amitié avec Yuzu lors de son premier jour d'école, se qualifiant elle-même de « kogaru déguisée » et montrant à Yuzu les ficelles de sa nouvelle école. Bien qu'elle se soit adaptée à l'école, Harumi était aussi une élève transférée et est très différente des filles conservatrices autour d'elle, en ne s'intéressant pas à Mei Aihara, la présidente du conseil des élèves, et en enfreignant souvent les règles de l'école en prenant son téléphone à l'école et en sortant après les heures de cours. Elle est joyeuse, gentille, perspicace, pleine d'humour, facile à vivre et une bonne amie globale envers Yuzu, donnant souvent son réconfort et son aide à la suite des hauts et des bas de la vie de Yuzu. Elle entasse souvent de nombreux objets dans son décolleté, et elle a une sœur plus âgée dont elle a un peu peur.
Himeko Momokino (桃木野 姫子, Momokino Himeko)
Voix japonaise : Yurika Kubo
Matsuri Mizusawa (水沢 まつり, Mizusawa Matsuri)
Voix japonaise : Shiori Izawa

## Manga
Le manga est prépublié dans le magazine mensuel Comic Yuri Hime depuis le numéro de janvier 2013, paru le 17 novembre 2012,. La maison d'édition Ichijinsha a publié neuf volumes tankōbon depuis juin 2013. Deux ans après la sortie du premier volume au format A5, une nouvelle édition du manga est publié au format B6.
Annoncé dans le numéro de septembre 2018, publié le 18 juillet 2018, la série se termine dans le numéro suivant paru le 18 août 2018.
Annoncée en fin août 2015, une édition francophone est publiée par Taifu Comics depuis janvier 2016,.
Un manga spin-off intitulé Citrus+ est publié à partir du 18 décembre 2018.

### Liste des volumes

#### Citrus
| no | Japonais                         | Japonais                                                    | Français          | Français          |
| no | Date de sortie                   | ISBN                                                        | Date de sortie    | ISBN              |
| --- | -------------------------------- | ----------------------------------------------------------- | ----------------- | ----------------- |
| 1 | 18 juillet 2013 18 juillet 2015  | 978-4-7580-7264-9 (format A5) 978-4-7580-7452-0 (format B6) | 28 janvier 2016   | 978-2-3518-0969-3 |
| Liste des chapitres : - 1. Love affair!? - 2. One's first love - 3. Love my sister××× - 4. Sisterly love? - Citrus+ - Gros fail - Harumin et la déléguée à lunettes (はるみんとメガネ先輩, Harumin to Megane-Senpai) - Mei et Monsieur Ours (芽衣とクマさん, Mei to Kuma-san) |                                  |                                                             |                   |                   |
| 2 | 18 mars 2014 18 juillet 2015     | 978-4-7580-7297-7 (format A5) 978-4-7580-7453-7 (format B6) | 28 avril 2016     | 978-2-3518-0985-3 |
| Liste des chapitres : - 5. Love me do! - 6. Under Lover - 7. No Love - 8. Out of love - Citrus+ 2 - L'ours - La photo - Les meilleures élèves de l'école - Difficultés techniques |                                  |                                                             |                   |                   |
| 3 | 18 novembre 2014 18 juillet 2015 | 978-4-7580-7372-1 (format A5) 978-4-7580-7454-4 (format B6) | 28 juillet 2016   | 978-2-3518-0994-5 |
| Liste des chapitres : - 9. Love or lie! - 10. Love of war - 11. Love is blind - 12. Love is - Citrus+ 3 - La discrétion même - Plus âgée, mais plus naïve - Super influençable - Matsuri et Harumin |                                  |                                                             |                   |                   |
| 4 | 18 juillet 2015,                 | 978-4-7580-7448-3 (format B6) 978-4-7580-7449-0 (format A5) | 22 septembre 2016 | 978-2-3750-6011-7 |
| EXTRA : Un drama CD était vendu avec le 4e volume au Japon.Liste des chapitres : - 13. Winter of love - 14. The course of love - 15. Love you only - 16. My love goes on and on - Citrus+ 4 - Sara et Mei |                                  |                                                             |                   |                   |
| 5 | 18 mai 2016,                     | 978-4-7580-7540-4 (format B6) 978-4-7580-7545-9 (format A5) | 7 décembre 2017   | 978-2-3750-6063-6 |
| Liste des chapitres : - 17. To be in love - 18. Love birds!? - 19. Love and friendship - 20. Love yourself - Love triangle?! (Chapitre 17.5) - Citrus+ 5 - La grande sœur imprudente (お姉ちゃんはツメが甘い, Onee-chan wa Tsume ga Amai) - La petite sœur est jalouse (妹はヤキモチやき, Imōto wa Yakimochi Yaki) - Mitsuko et la jeune fille aux lunettes (みつ子とメガネ後輩, Mitsuko to Megane-Senpai) |                                  |                                                             |                   |                   |
| 6 | 17 décembre 2016,                | 978-4-7580-7624-1 (format B6) 978-4-7580-7625-8 (format A5) | 22 février 2018   | 978-2-3750-6081-0 |
| Liste des chapitres : - 21. Dear lover - 22. Love notes - 23. The way I love - 24. Not give up love - Citrus+ 6 - De bonne augure - Mei Aihara et la cuisine épicée |                                  |                                                             |                   |                   |
| 7 | 16 juin 2017,                    | 978-4-7580-7673-9 (format B6) 978-4-7580-7680-7 (format A5) | 12 juillet 2018   | 978-2-3750-6106-0 |
| Liste des chapitres : - 25. Love one another - 26. In fear of love - 27. The one you love - 28. Love exe. - Citrus+ 7 - Révisions chez Shiraho |                                  |                                                             |                   |                   |
| 8 | 18 octobre 2017,                 | 978-4-7580-7741-5 (format B6) 978-4-7580-7743-9 (format A5) | 21 février 2019   | 978-2-3750-6117-6 |
| Liste des chapitres : - 29. Summer of love - 30. Secret love - 31. Live to love - 32. Lovey dovey - Citrus+ 8 - Papa et maman |                                  |                                                             |                   |                   |
| 9 | 23 mars 2018,                    | 978-4-7580-7793-4 (format B6) 978-4-7580-7794-1 (format A5) | 23 mai 2019       | 978-2-3750-6126-8 |
| Liste des chapitres : - 33. Form of love - 34. My love and your love - 35. Love actually - 36. Whereabouts of love - Citrus+ 9 |                                  |                                                             |                   |                   |
| 10 | 31 octobre 2018,                 | 978-4-7580-7873-3 (format B6) 978-4-7580-7874-0 (format A5) | 11 juillet 2019   | 978-2-3750-6154-1 |
| - 37. Love is over...? - 38. In love because - 39. With love - 40. Love your life - 41. Love forever - Citrus+ 10 |                                  |                                                             |                   |                   |

#### Citrus+
| no | Japonais         | Japonais          | Français         | Français          |
| no | Date de sortie   | ISBN              | Date de sortie   | ISBN              |
| --- | ---------------- | ----------------- | ---------------- | ----------------- |
| 1 | 18 novembre 2019 | 978-4-7580-7976-1 | 22 novembre 2019 | 978-2-37506-172-5 |
| Liste des chapitres : - no 1 : May 27th - no 2 : May 30th (1) - no 3 : May 30th (2) - no 4 : June 2nd - no 5 : June 13th - no 6 : June 15th - no 7 : June 16th (1) - no 7 : June 16th (2) |                  |                   |                  |                   |
| 2 | 31 juillet 2020  | 978-4-7580-2104-3 | 27 août 2021     | 978-2-37506-249-4 |
| 3 | 31 mars 2021     | 978-4-7580-2218-7 | 10 décembre 2021 | 978-2-37506-305-7 |
| 4 | 18 janvier 2022  | 978-4-7580-2337-5 | 5 juillet 2024   | 978-2-37506-422-1 |
| 5 | 13 janvier 2023  | 978-4-7580-2489-1 |                  |                   |
| 6 | 25 juin 2024     | 978-4-7580-2722-9 |                  |                   |

## Anime
Annoncée en novembre 2016, une adaptation en série télévisée d'animation est diffusée pour la première fois au Japon entre le 6 janvier et le 24 mars 2018 sur AT-X et un peu plus tard sur Tokyo MX, Sun TV et BS Fuji,. Réalisée par Takeo Takahashi au studio d'animation Passione, Naoki Hayashi est responsable de la supervision des scripts et Izuro Ijuuin est responsable des chara-designs et est crédité en tant que réalisateur en chef de l'animation. Lantis produit la musique de la série, tandis que Infinite en est crédité en tant que producteur. Cette série est composée de douze épisodes et adapte les quatre premiers volumes du manga. Crunchyroll détient les droits de diffusion en streaming de l’anime dans le monde entier, excepté en Asie.
La chanson de l'opening de la série, intitulée Azalea (アザレア, Azarea), est réalisée par nano.RIPE et celle de l'ending, Dear Teardrop, est interprétée par Mia Regina,,.

### Liste des épisodes
| No | Titre en français      | Titre original         | Date de 1re diffusion |
| -- | ---------------------- | ---------------------- | --------------------- |
| 1  | love affair!?          | love affair!?          | 6 janvier 2018        |
| 2  | one's first love       | one's first love       | 13 janvier 2018       |
| 3  | sisterly love?         | sisterly love?         | 20 janvier 2018       |
| 4  | love me do!            | love me do!            | 27 janvier 2018       |
| 5  | under love             | under love             | 3 février 2018        |
| 6  | out of love            | out of love            | 10 février 2018       |
| 7  | love or lie!           | love or lie!           | 17 février 2018       |
| 8  | war of love            | war of love            | 24 février 2018       |
| 9  | love is                | love is                | 3 mars 2018           |
| 10 | winter of love         | winter of love         | 10 mars 2018          |
| 11 | love you only          | love you only          | 17 mars 2018          |
| 12 | my love goes on and on | my love goes on and on | 24 mars 2018          |

## Drama CD
Une adaptation du manga sous la forme d'un drama CD est publiée le 18 juillet 2015 avec le 4e volume,. Trois histoires inédites entre Yuzu et Mei y sont racontées.

### Œuvres

#### Citrus

##### Édition japonaise
1. 1 2 3  (ja) « citrus (1) », sur Ichijinsha (consulté le 9 février 2017)
2. 1 2 3  (ja) « citrus (1) 新装版 », sur Ichijinsha (consulté le 9 janvier 2018)
3. 1 2  (ja) « citrus (2) », sur Ichijinsha (consulté le 9 février 2017)
4. 1 2  (ja) « citrus (2) 新装版 », sur Ichijinsha (consulté le 9 janvier 2018)
5. 1 2  (ja) « citrus (3) », sur Ichijinsha (consulté le 9 février 2017).
6. 1 2  (ja) « citrus (3) 新装版 », sur Ichijinsha (consulté le 9 janvier 2018)
7. 1 2  (ja) « citrus (4) », sur Ichijinsha (consulté le 9 janvier 2018)
8. 1 2  (ja) « citrus (4) 特装版 », sur Ichijinsha (consulté le 9 février 2017).
9. 1 2  (ja) « citrus (5) », sur Ichijinsha (consulté le 9 janvier 2018)
10. 1 2  (ja) « citrus (5) 特装版 », sur Ichijinsha (consulté le 9 mai 2017).
11. 1 2  (ja) « citrus (6) », sur Ichijinsha (consulté le 9 janvier 2018)
12. 1 2  (ja) « citrus (6) 特装版 », sur Ichijinsha (consulté le 9 février 2017).
13. 1 2  (ja) « citrus (7) », sur Ichijinsha (consulté le 9 janvier 2018)
14. 1 2  (ja) « citrus (7) 特装版 », sur Ichijinsha (consulté le 16 novembre 2017).
15. 1 2  (ja) « citrus (8) », sur Ichijinsha (consulté le 9 janvier 2018)
16. 1 2  (ja) « citrus (8) 特装版 », sur Ichijinsha (consulté le 16 novembre 2017).
17. 1 2  (ja) « citrus (9) », sur Ichijinsha (consulté le 23 mars 2018)
18. 1 2  (ja) « citrus (9) 特装版 », sur Ichijinsha (consulté le 23 mars 2018).
19. 1 2  (ja) « citrus (10) », sur Ichijinsha (consulté le 22 novembre 2018)
20. 1 2  (ja) « citrus (10) 特装版 », sur Ichijinsha (consulté le 22 novembre 2018).

##### Édition française
1. 1 2  « citrus 1 », sur manga-news.com (consulté le 9 janvier 2018)
2. 1 2  « citrus 2 », sur manga-news.com (consulté le 9 janvier 2018)
3. 1 2  « citrus 3 », sur manga-news.com (consulté le 9 janvier 2018)
4. 1 2  « citrus 4 », sur manga-news.com (consulté le 9 janvier 2018)
5. 1 2  « citrus 5 », sur manga-news.com (consulté le 9 janvier 2018)
6. 1 2  « citrus 6 », sur manga-news.com (consulté le 9 janvier 2018)
7. 1 2  « citrus 7 », sur manga-news.com (consulté le 17 juin 2018)
8. 1 2  « citrus 8 », sur manga-news.com (consulté le 15 janvier 2019)
9. 1 2  « citrus 9 », sur manga-news.com (consulté le 1er mars 2019)
10. 1 2  « citrus 10 », sur manga-news.com (consulté le 12 mars 2019)

#### Citrus+

##### Édition japonaise
1. 1 2  (ja) « citrus +(1) », sur Ichijinsha (consulté le 7 mars 2021)
2. 1 2  (ja) « citrus +(2) », sur Ichijinsha (consulté le 7 mars 2021)
3. 1 2  (ja) « citrus +(3) », sur Ichijinsha (consulté le 7 mars 2021)
4. 1 2  (ja) « citrus +(4) », sur Ichijinsha (consulté le 10 mars 2022)
5. 1 2  (ja) « citrus +(5) », sur Ichijinsha (consulté le 18 juin 2023)
6. 1 2  (ja) « citrus +(6) », sur Ichijinsha (consulté le 30 mai 2024)

##### Édition française
1. 1 2  « citrus+ 1 », sur manga-news.com (consulté le 23 décembre 2020)
2. 1 2  « citrus+ 2 », sur manga-news.com (consulté le 23 décembre 2020)
3. 1 2  « citrus+ 3 », sur nautiljon.com (consulté le 15 août 2021)
4. 1 2  « citrus+ 4 », sur nautiljon.com (consulté le 30 mai 2024)